# داروينية عصبية
الداروينية العصبية نظرية ذات نطاق واسع حول وظيفة المخ ابتكرها جيرالد إيدلمان، ونُشِرت في البداية في عام 1978 بكتاب المخ الواعي (The Mindful Brain) (طباعة MIT). أُضيف المزيد للكتاب ونُشِر تحت اسم الداروينية العصبية – نظرية اختيار المجموعات العصبية (Neural Darwinism – The Theory of Neuronal Group Selection).
حصل إيدلمان على جائزة نوبل في عام 1972 عن عمله في عِلم المناعة الذي بيّن كيفية زيادة مجموعات الخلايا الليمفاوية القادرة على الارتباط بمستضد غريب بفعل التضاعف الاستنساخي إثر اكتشاف المستضد. وبشكل أساسي، أثبت هذا أن جسم الإنسان قادر على تكوين أنظمة تكييفية معقدة نتيجة للأحداث الموضعية التي يترتب عليها رد الفعل. وتوسّعت اهتمامات إيدلمان بالأنظمة الاختيارية إلى مجالات البيولوجيا العصبية والفزيولوجيا العصبية، كما وضع إيدلمان في الداروينية العصبية نظرية تُدعى «اختيار المجموعات العصبية». وتتكون هذه النظرية من ثلاثة أجزاء رئيسية:
1. اتصال تشريحي في المخ يحدث عبر أحداث ميكانيكية كيميائية تحدث بالتخلق المتوالي أثناء التطور. ويُكوّن هذا ذخيرة أولية متنوعة بواسطة الاستنساخ التفاضلي.
2. بمجرد تكوّن التنوع البنائي بالتشريح، تحدث عملية اختيارية ثانية أثناء التجربة السلوكية في الـنفاس (ما بعد الولادة) من خلال تعديلات وراثية لاجينية في قوة الروابط التشابكية بين المجموعات العصبية. ويُكوّن هذا ذخيرة ثانوية متنوعة بواسطة التضخيم التفاضلي.
3. تسمح إشارات إعادة الدخول بين المجموعات العصبية باستمرار الاستجابة الزمانية المكانية للتفاعلات الواقعية.

## الانحلال
مع الاختلاف الجيني العصبي (والتي سماها إيدلمان الانحلال) يمكن اختبار الكثير من الدوائر (بترتيب 30 مليار خلية عصبية مع كوادريليون رابطة مقدرة بينها في مخ الإنسان) عن طريق مجموعة متنوعة من المُدخَلات لتحديد المجموعات العصبية التي تستجيب «بطريقة ملائمة» إحصائيًا. ونتيجة لهذا، تنشأ دوائر المخ الوظيفية «المُوزّعة» (المنتشرة).
ويتطرّق إيدلمان إلى بعض التفاصيل حول كيفية اعتماد تطوّر المخ على عدد متنوع من جزيئات لصق الخلايا (CAM) وجزيئات لصق الركيزة (SAM) على أسطح الخليّة وهو ما يتيح للخلايا التحكم الحيوي في خواص الربط الخلوي بينها. يسمح هذا التعديل في السطح لتجمعات الخلايا بإرسال«إشارة» فعالة أثناء تجمع المجموعة، مما يساعد علة التحكم في التخلق. وبالتالي، يعتمد علم التشكّل على وظيفة كلٍ من جزيئات لصق الخلايا وجزيئات لصق الركيزة. كما تعتمد وظيفة جزيئات لصق الخلايا وجزيئات لصق الركيزة على علم التشكّل المتطور.
ونص إيدلمان في نظريته على أنه يتم التحكم في تكاثر الخلايا وهجرتها وموتها والتوزيع الشجري للخلايا العصبية وتفرع المِحوار من خلال عمليات اختيارية مشابهة.

## تعديل مشبَكي
بمجرد تكون البنية المتنوعة التشريحية للمخ أثناء بداية النمو، تصبح نوعًا ما ثابتة. ولكن نظرًا للمجموعة الهائلة والمتنوعة من الدوائر المتاحة، فهناك مجموعات عصبية لها نفس الوظيفة ولكنها غير متماثلة من الناحية التشريحية يمكنها الاستجابة لمُدخلات حسيّة معيّنة. يؤدي هذا إلى بيئة تنافسية يتم فيها «اختيار» مجموعات دوائر ذات استجابةٍ ذكيةٍ لمدخلاتٍ معيّنة، وذلك من خلال تحسين الفعاليات المتشابكة للشبكة المُختارة. يؤدي هذا إلى زيادة احتمالية استجابة الشبكة ذاتها لإشاراتٍ مشابهة أو مماثلة في المستقبل. ويحدث هذا من خلال تعزيز نقاط التشابك العصبي. وتوفر هذه التعديلات اللدونة العصبية في إطار جدول زمني سريعٍ إلى حدٍ ما.

## معاودة الدخول
يحاول آخر جزء في النظرية شرح كيفية مواجهة الإنسان للثبات الزماني المكاني في التفاعل مع المحفزات البيئية. أطلق عليها إيدلمان «معاودة الدخول» واقترح نموذجًا للإشارات العائدة والتي بواسطتها تؤدي عينات انفصالية ومتعددة الوسائط من نفس الحدث التحفيزي ومرتبطة ارتباطًا زمنيًا إلى الذكاء في التنظيم الذاتي. وبطريقة أخرى يمكن استخدام المجموعات العصبية المتعددة في أخذ عينةٍ من مجموعة محفزات متوازية والربط بين هذه المجموعاتِ الانفصاليةِ التي تعاني من تكبُّد الكمون.

## تأييد النظرية
اقترح البعض أن فريدريش هايك اقترح من قبل فكرة مشابهة للنظرية في كتابِه بعنوان النظام الحسّي: بحث في أسس علم النفس النظري (An Inquiry into the Foundations of Theoretical Psychology) المنشور في عام 1952 (هيرمان-بيلاث 1992). من المؤيدين الآخرين للنظرية جان بيير شانجو ودانيال دينيت ووليام إتش كالفن وليندا بي سميث.

## نقد النظرية
انتقد فرنسيس كريك نظرية «الداروينية» حيث أشار إلى غياب الاستنساخ في النظرية والذي يُعد مطلبًا هامًا لحدوث الاختيار الطبيعي. وقدّمت الأبحاث الحديثة طُرقًا يمكن من خلالها حدوث استنساخ حقيقي في المخ. وعلاوة على ذلك، فمن خلال تطبيق تعاليم هيب على النواسخ العصبية؛ يمكن أن تصبح قوة الحساب التطوري العصبي أكبر بالفعل من الاختيار الطبيعي في الكائنات الحية.

## كتابات أخرى
- Smoliar, Stephen W (1994)، "Review of G.M. Edelman (book review)"، في William J. Clancey, Stephen W. Smoliar, Mark Stefik (editors) (المحرر)، Contemplating minds: a forum for artificial intelligence، Massachusetts: Massachusetts Institute of Technology، ص. 431–446، ISBN:0-262-53119-4، مؤرشف من الأصل في 2020-01-24، اطلع عليه بتاريخ 2010-05-21 {{استشهاد}}: |محرر= باسم عام (مساعدة)صيانة الاستشهاد: أسماء متعددة: قائمة المحررين (link) (originally published in Artificial Intelligence 39 (1989) 121-139.)

## وصلات خارجية
- How Brains Think: Evolving Intelligence, Then and Now by William H. Calvin
- Neurogenesis in the Adult Human Brain نسخة محفوظة 5 مارس 2004 على موقع واي باك مشين.
- Johnson, George "Evolution Between the Ears", "New York Times," April 19, 1992, accessed April 16, 2007 (a critical review of Gerald Edelman's 1992 book Brilliant Air, Brilliant Fire)
- Calvin, William "Neural Darwinism: The Theory of Neuronal Group Selection", Science, 24 June 1988, accessed April 16, 2007 (a review of Gerald Edelman's book Neural Darwinism)
- Webpage of Chrisantha Fernando نسخة محفوظة 17 نوفمبر 2011 على موقع واي باك مشين., first author of "Copying and Evolution of Neuronal Topology"
- A Wikiversity course that extensively discusses neural Darwinism
- The basic Neuroscience course at Wikiversity
- The Department of Neuroscience at Wikiversity